# Metaalindustrie

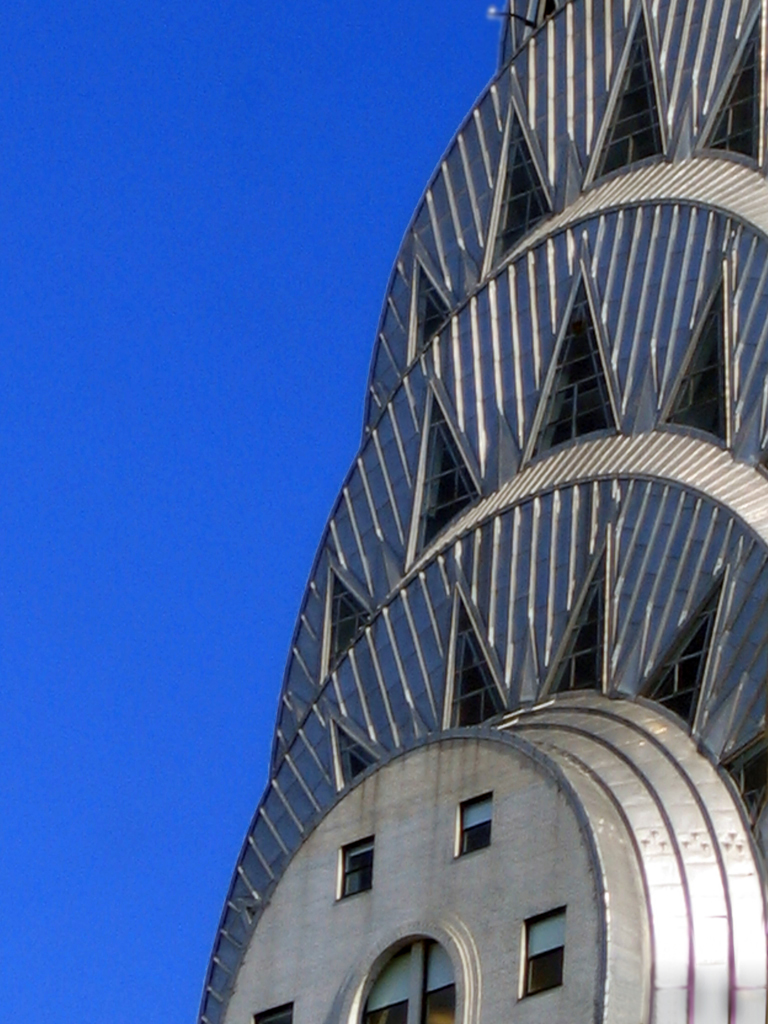
Spits van Chrysler Building uit staal.

Onder de metaalindustrie worden gerekend alle bedrijven die metaal uit erts produceren en verwerken tot producten, en ook de bedrijven die deze producten samenstellen tot machines, apparaten en vervoermiddelen. Indien ook de elektrotechnische industrie hierbij wordt gerekend spreekt men van de metalektro.

## Indeling
De metaalindustrie kan als volgt worden ingedeeld:
- De metallurgische industrie of basismetaalindustrie omvat:
  - Ertswinning en ertsverwerking,
  - Het hoogovenbedrijf, voor de productie van ruwijzer,
  - De staalindustrie, voor de productie van staal uit ruwijzer en/of metaalschroot,
  - De bereiding van legeringen,
  - De verwerking tot halffabricaten, met name walserijproducten (plaatstaal, profielstaal, staven, blik),
  - Metaalrecyclingindustrie,
  - Behandelingen als harden; oppervlaktebehandelingen als galvaniseren.
- Productie van enkelvoudige metalen producten
  - Smederijen
  - Gieterijen
  - Bevestigingsmiddelen-industrie: de productie van spijkers, schroeven e.d.
- Productie van samengestelde metalen producten 
  - Staalconstructiebedrijven
- Productie van onderdelen voor apparaten en machines
  - Diverse bewerkingen als machinebankwerken
  - Lassen, solderen
- Productie van machines, apparaten, instrumenten en transportmiddelen
  - Machinefabrieken
  - Lichte metaalindustrie, bijvoorbeeld huishoudelijke apparaten
  - Automobielindustrie, scheepsbouw, landbouwwerktuigenindustrie en dergelijke.

## Geschiedenis

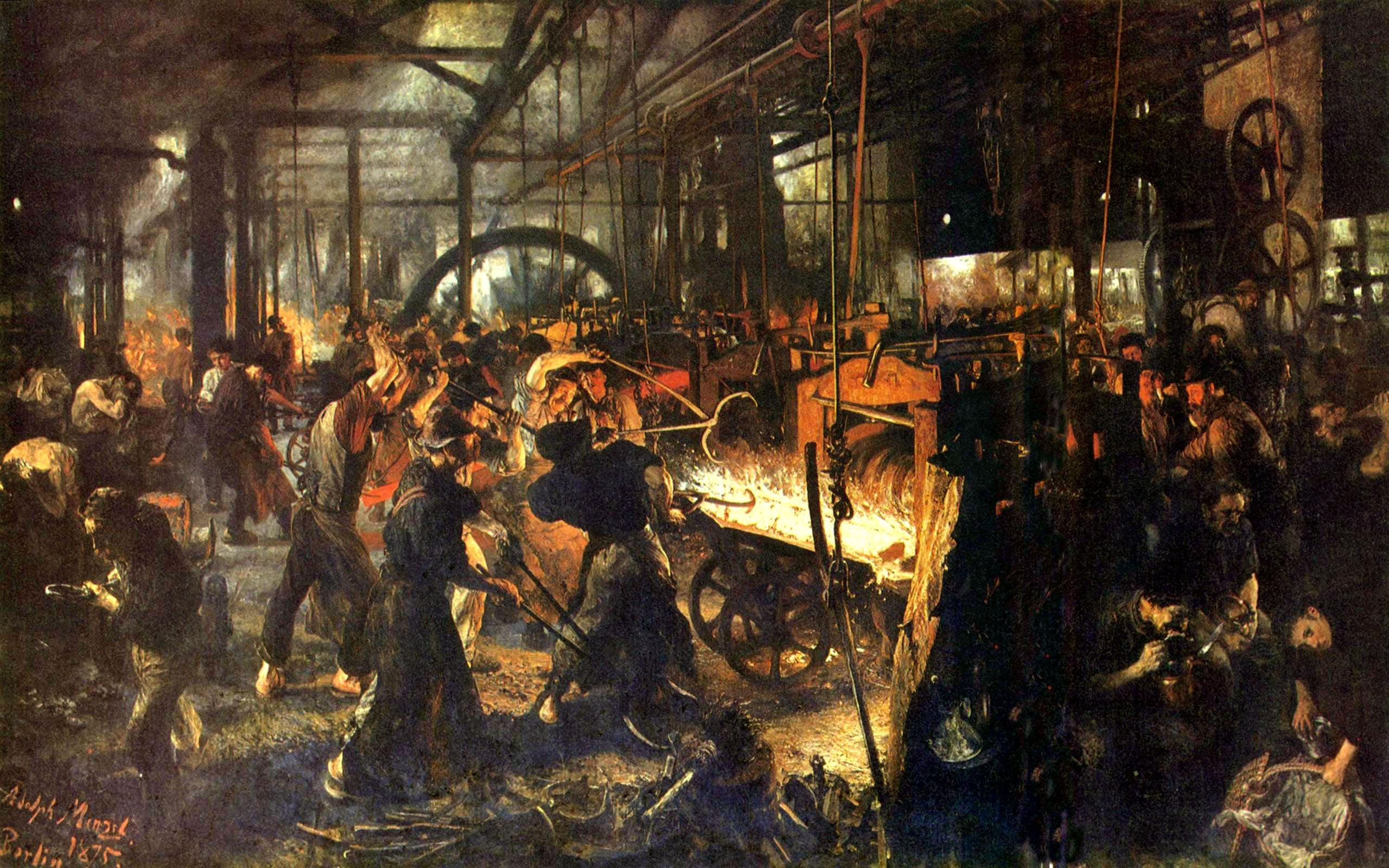
Beeld van de metaalindustrie rond 1875: warmbandwalserij en grofsmederij

Het eerste gebruik van metalen was van die welke werden aangetroffen in metallische vorm, zoals zilver en goud. Het smelten van erts tot koper gebeurde al vanaf omstreeks 5500 v.Chr. Daarmee begon de kopertijd, die omstreeks 3000 v.Chr. overging in de bronstijd. Brons heeft een lager smeltpunt dan koper, en is bovendien harder. Hiervan konden niet alleen sieraden, maar ook wapens en werktuigen worden gemaakt, maar de bronsproductie vereiste een geavanceerde logistiek en handel, want koper- en tinerts kwamen in verschillende, vaak ver van elkaar gelegen voorkomens, voor. Om ijzer te bereiden had men hogere temperaturen nodig. Vanaf 1200 v.Chr. beheerste men deze techniek door het construeren van laagovens. Hiermee begon de ijzertijd. Omstreeks de 12e eeuw begon men blaasbalgen met waterkracht aan te drijven, waardoor grotere laagovens konden worden geconstrueerd. De hoogoven, hoewel in China al eeuwen in gebruik, kwam vanaf het einde van de 15e eeuw ook in West-Europa in zwang. Deze kon hogere temperaturen bereiken zodat vloeibaar ijzer werd verkregen.
Vanaf 1709 werd de, voor zowel de hoog- als de laagoven vereiste -maar schaars geworden- houtskool, in de hoogovens geleidelijk door steenkoolcokes vervangen. Daardoor kon de ijzerproductie aanzienlijk worden opgevoerd hetgeen een belangrijke bijdrage leverde aan de industriële revolutie. De introductie van de puddeloven (1784) maakte ook staal in veel ruimere mate beschikbaar.
Op basis van het -dankzij de steenkoolcokes nu veel ruimer voorhanden zijnde- ijzer en staal kon zich een industrie ontwikkelen voor de productie van ijzeren en stalen constructies (bruggen, bouwwerken) en machines (locomotieven, ijzeren schepen, textielmachines). Er werden in de loop van de 19e eeuw nog tal van verbeteringen ingevoerd in de fabricage van ijzer en staal. De vanouds kleinschalige metaalbedrijfjes gingen op in grote geïntegreerde complexen.
Pas in de tweede helft van de 20e eeuw vond een kentering plaats. Door middel van grote zeeschepen, ertstankers genaamd, kon het erts goedkoop vervoerd worden naar plaatsen die aan de kust lagen. Zo ontstonden daar hoogovenbedrijven terwijl die in de buurt van ertsvoorkomens gesloten werden, en werd het erts van verre aangevoerd. Bovendien ontstonden ijzer- en staalbedrijven in gebieden als Zuidoost-Azië en Latijns-Amerika, terwijl veel bedrijven in Europa en de Verenigde Staten gesloten werden.
Naast ijzer en staal, waarvan de productie een veel groter volume inneemt dan die van andere metalen bij elkaar, zijn niettemin ook deze andere metalen, non-ferrometalen genaamd, van groot belang. Zij vertegenwoordigen een groot aantal specifieke eigenschappen en kunnen worden gebruikt in legeringen en zij spelen, evenals ijzer, ook een rol in de chemie.

## België
In België vond ertswinning reeds plaats in de Gallo-Romeinse periode. Er werden tal van metaalertsen gewonnen. De bewerking van het metaal vond aanvankelijk plaats in kleine werkplaatsen. De hoogoven werd eind 14e eeuw geïntroduceerd in de omgeving van Namen. William Cockerill, die in 1799 in Verviers actief was, en vooral zijn zoon John Cockerill, stichtten een groot industrieel complex, dat van belang was voor een snelle industriële ontwikkeling. Deze vond vooral plaats in Wallonië, waar zowel steenkool- als ertsvoorkomens te vinden waren. Op basis daarvan ontstond een gevarieerde metaalindustrie. Ook ertsen van non-ferrometalen uit Belgisch Congo werden op grote schaal in België verwerkt, onder meer bij Union Minière. Ook een aantal zinksmelters waren in België aanwezig, dankzij de ertsvoorkomens aldaar.
In de jaren 60 kwam een kentering. De globalisering bewerkstelligde dat de productiebedrijven niet meer vlak bij de ertsvoorkomens hoefden te worden gebouwd, maar dat goedkoop erts vanuit de gehele wereld naar havengebieden kon worden gebracht. Aldus ontstond, vanaf ongeveer 1965, het bedrijf Sidmar te Zelzate. Dit was toegankelijk voor kleine zeeschepen. De Waalse metaalindustrie ging echter teloor.
Union Minière ontwikkelde zich van een mijnbouwmaatschappij tot een metallurgisch bedrijf (Umicore) dat zich onder meer specialiseerde in het terugwinnen van kostbare metalen uit anodeslib.

## Nederland
In Nederland werd op bescheiden schaal erts gewonnen in de vorm van ijzeroer. Dit gaf reeds in de prehistorie aanleiding tot enige metaalnijverheid, zoals op de Veluwe. In de Oude IJsselstreek ontwikkelde zich vanaf 1689 op basis daarvan een primitieve hoogovenactiviteit. Enkele hoogovenbedrijfjes ontstonden, en zij leverden aanvankelijk munitie en scheepsbeslag voor de Admiraliteit en de overige scheepsbouw. Ook lag de scheepsbouw ten grondslag aan de oprichting van de Koninklijke Nederlandsche Grofsmederij (1839). Uiteindelijk ontstonden er talrijke ijzergieterijen. Later werd het ijzeroer vooral geleverd aan de bedrijven in het toen in opkomst zijnde Ruhrgebied, waar het als toeslag in de hoogovens werd gebruikt.
Basismetaalindustrie ontwikkelde zich nauwelijks. Een poging tot het oprichten (met Belgisch kapitaal) van een staalfabriek (1899) leidde al spoedig tot faillissement. Wel werd, vanaf ongeveer 1895, gietstaal vervaardigd door Demka. Pas in 1920 werd aan de kust bij IJmuiden een hoogovenbedrijf opgericht, de Koninklijke Hoogovens (sinds 2010 Tata Steel IJmuiden), in een poging het land -na een periode van grondstofschaarste tijdens de Eerste Wereldoorlog, enigszins autarkisch te maken. Er ontstond rond die tijd ook een uitgebreide elektrotechnische industrie en werden er verbrandingsmotoren geproduceerd. In 1938 kwam Nedstaal in bedrijf dat, uit schroot, staal voor de fabricage van kabels produceerde.
In 1892 kwam, met Belgisch kapitaal, een zinksmelter in Budel tot stand. In 1928 kwam een tinsmelter te Arnhem tot stand, welke tot 1996 zou functioneren. Deze was aanvankelijk gebaseerd op tinertsen uit het toenmalige Nederlandsch-Indië. Ook heeft Nederland nog twee aluminiumsmelters gekend: Pechiney te Vlissingen, die van 1969-2011 als zodanig heeft gefunctioneerd, en Aldel te Delfzijl, die van 1966-2013 heeft gefunctioneerd, en die een doorstart heeft gemaakt als Klesch Aluminium Delfzijl.
In het verleden maakten diverse metaal/staal bedrijven gebruik van smalspoor.